# Béatrice Hess
Béatrice Hess (nacida como Béatrice Pierre, Colmar, 10 de noviembre de 1961) es una deportista francesa que compitió en natación adaptada. Ganó 25 medallas en los Juegos Paralímpicos de Verano entre los años 1984 y 2004.

## Palmarés internacional
| Juegos Paralímpicos | Juegos Paralímpicos                              | Juegos Paralímpicos | Juegos Paralímpicos         |
| Año                 | Lugar                                            | Medalla             | Prueba                      |
| ------------------- | ------------------------------------------------ | ------------------- | --------------------------- |
| 1984                | Nueva York (EE. UU.) Stoke Mandeville (R. Unido) | Medalla de oro      | 25 m espalda C3             |
| 1984                | Nueva York (EE. UU.) Stoke Mandeville (R. Unido) | Medalla de oro      | 25 m libre C3               |
| 1984                | Nueva York (EE. UU.) Stoke Mandeville (R. Unido) | Medalla de oro      | 50 m libre C3               |
| 1984                | Nueva York (EE. UU.) Stoke Mandeville (R. Unido) | Medalla de oro      | 100 m libre C3              |
| 1988                | Seúl (Corea del Sur)                             | Medalla de oro      | 25 m espalda L1             |
| 1988                | Seúl (Corea del Sur)                             | Medalla de plata    | 50 m libre L1               |
| 1996                | Atlanta (EE. UU.)                                | Medalla de oro      | 50 m espalda S5             |
| 1996                | Atlanta (EE. UU.)                                | Medalla de oro      | 50 m mariposa S5            |
| 1996                | Atlanta (EE. UU.)                                | Medalla de oro      | 50 m libre S5               |
| 1996                | Atlanta (EE. UU.)                                | Medalla de oro      | 100 m libre S5              |
| 1996                | Atlanta (EE. UU.)                                | Medalla de oro      | 200 m libre S5              |
| 1996                | Atlanta (EE. UU.)                                | Medalla de oro      | 200 m estilos SM5           |
| 1996                | Atlanta (EE. UU.)                                | Medalla de plata    | 4 × 50 m libre S1-6         |
| 2000                | Sídney (Australia)                               | Medalla de oro      | 50 m espalda S5             |
| 2000                | Sídney (Australia)                               | Medalla de oro      | 50 m mariposa S5            |
| 2000                | Sídney (Australia)                               | Medalla de oro      | 50 m libre S5               |
| 2000                | Sídney (Australia)                               | Medalla de oro      | 100 m libre S5              |
| 2000                | Sídney (Australia)                               | Medalla de oro      | 200 m libre S5              |
| 2000                | Sídney (Australia)                               | Medalla de oro      | 200 m estilos SM6           |
| 2000                | Sídney (Australia)                               | Medalla de oro      | 4 × 50 m estilos (20 ptos.) |
| 2004                | Atenas (Grecia)                                  | Medalla de oro      | 100 m braza SB4             |
| 2004                | Atenas (Grecia)                                  | Medalla de oro      | 200 m libre S5              |
| 2004                | Atenas (Grecia)                                  | Medalla de plata    | 50 m espalda S5             |
| 2004                | Atenas (Grecia)                                  | Medalla de plata    | 50 m libre S5               |
| 2004                | Atenas (Grecia)                                  | Medalla de plata    | 100 m libre S5              |